# Cataulacus kohli
Cataulacus kohli  (лат.) — вид древесных муравьёв рода Cataulacus из подсемейства Myrmicinae (Formicidae). Афротропика: Сьерра-Леоне, Экваториальная Гвинея, Уганда.

## Описание
Мелкие муравьи чёрного цвета. Длина тела рабочих около 5 — 7 мм. Длина головы равна 1,24 — 1,74 мм (ширина головы 1,64 — 2,28 мм). Верхняя часть груди без волосков. Голова с заострёнными задними углами.
Усики рабочих состоят из 11 члеников и имеют булаву из трёх вершинных сегментов. Проподеум угловатый с длинными острыми шипиками. Нижнечелюстные и нижнегубные щупики состоят из 5 и 3 члеников соответственно. Скапус короткий, длина его у рабочих равна 0,74—1,04 мм. Глаза крупные. Первый тергит брюшка сильно увеличенный. Стебелёк между грудкой и брюшком состоит из двух члеников: петиолюса и постпетиолюса (последний четко отделен от брюшка), жало развито, куколки голые (без кокона).

## Систематика
Вид был впервые описан в 1895 году австрийским мирмекологом Г.Майром по материалам из Африки. Относят к видовой группе huberi species group и трибе Cataulacini (или Crematogastrini).